# Gucharmap
Gucharmap (del inglés: GNOME Character Map ‘Mapa de caracteres de GNOME’) es una aplicación de mapa de caracteres Unicode, y es parte del escritorio de GNOME.  Esta aplicación permite mostrar caracteres por bloque Unicode o tipo de escritura e incluye descripciones breves del significado del carácter en cuestión y caracteres relacionados. Esta utilidad también sirve para introducir caracteres por medio de copiar y pegar.